# Maldición del ganador

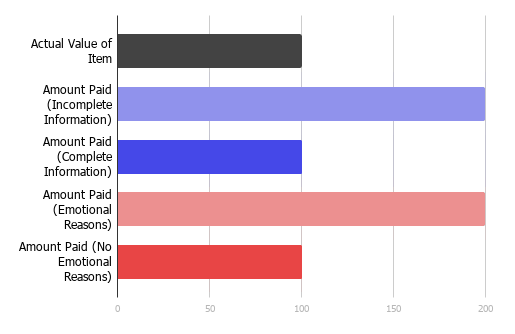
Gráfico descriptivo acerca de lo que el ganador de una subasta tiene que pagar de más.

La maldición del ganador es un fenómeno que puede ocurrir en las subastas de valor común con información incompleta. En resumen, la maldición del ganador dice que en una subasta, el ganador tenderá a pagar de más. El ganador puede pagar en exceso o ser "maldito" en una de dos maneras: 1) la oferta ganadora supera el valor del bien subastado de manera que el ganador es el peor en términos absolutos, o 2) el valor del activo es menor que el previsto por el postor, por lo que el licitante puede todavía tener una ganancia neta, pero será peor de lo esperado. Sin embargo, generalmente el exceso de pago ocurrirá sólo si el ganador no tiene en cuenta la maldición del ganador al hacer una oferta (un resultado que, de acuerdo el teorema de equivalencia de los ingresos, no necesariamente ocurrirá).

## Explicación
En una subasta de valor común, el artículo subastado es de aproximadamente el mismo valor para todos los oferentes pero los postores no saben el valor de mercado del elemento cuando ofertan. Cada jugador calcula independientemente del valor del artículo antes de hacer una oferta.
El ganador de la subasta es el oferente que hace la oferta más alta. Dado que el artículo subastado tiene el mismo valor aproximado para todos los licitantes, se distinguen solo por sus respectivas estimaciones. El ganador es, pues, el postor en hacer la estimación más alta. Si asumimos que el promedio de licitación es exacto, entonces el mejor postor sobreestima el valor del artículo. Por lo tanto, es probable que pague más ganador de la subasta.
Más formalmente, se obtiene este resultado con esperanza condicional. Nos interesa de un postor cuyo valor esperado de la subasta (el valor esperado de la opción, menos el precio esperado) condicionado en el supuesto de que el postor gana la subasta. Resulta que para la estimación verdadera de un postor el valor esperado es negativo, lo que significa que en promedio está pagando de más para adjudicárselo. 
Los oferentes inteligentes evitarán la maldición del ganador sombreando su oferta, o poner una oferta que es inferior a su estimación ex ante del valor del artículo en venta -, pero igual a su creencia ex post sobre el valor del artículo, ya que ganan la subasta. El punto clave es que ganar la subasta es una mala noticia sobre el valor de la opción para el ganador. Esto significa que él o ella era el más optimista y, si los licitadores son correctos en sus estimaciones, en promedio, que el exceso se pagó. Por lo tanto oferentes con experiencia revisan sus estimaciones ex ante a la baja para tener en cuenta este efecto.
La gravedad de la maldición del ganador se incrementa con el número de oferentes. Esto se debe a los más postores, lo más probable es que algunos de ellos han sobrestimado el valor del artículo subastado. En términos técnicos, la estimación esperada del ganador es el valor del n º estadístico de orden , lo que aumenta el número de oferentes aumenta. En otras palabras, más postores = mayor maldición del ganador.
A veces se confunde la maldición del ganador se aplica a los ganadores de todas las subastas. Sin embargo, vale la pena repetir aquí que para las subastas de valor privado (es decir, cuando el artículo se desee independientemente de su valor en el mercado), la maldición del ganador no se plantea. Del mismo modo, puede haber ocasiones en que el promedio de compra es demasiado baja en relación con las condiciones del mercado exterior por ejemplo, un distribuidor de reconocer una antigüedad o el otro coleccionable como altamente vendibles en otro lugar cuando otros licitadores no tienen la experiencia necesaria.

## Ejemplos
Como la mayoría de las subastas incluyen, al menos, una cierta cantidad de valor común y cierto grado de incertidumbre sobre el mismo, la maldición del ganador es un fenómeno que adquiere importancia.
En la década de 1950, cuando el término "maldición del ganador" fue acuñado por primera vez, no había ningún método exacto para estimar el valor potencial de un yacimiento marino. Así que si, por ejemplo, un campo de petróleo tenía un valor intrínseco real de $ 10 millones, las compañías petroleras podrían apostar su valor entre $ 5 millones y $ 20 millones. La compañía que estima erróneamente en $ 20 millones y hace una oferta en ese nivel podría ganar la subasta y luego encontrar que no valía tanto.
Otras subastas donde la maldición del ganador es significativa:
- Subastas de espectro en el que las empresas licitan licencias para utilizar porciones del espectro electromagnético. En este caso, la incertidumbre vendría de, por ejemplo, la estimación del valor de mercado de la telefonía celular en la Ciudad de Nueva York.
- Oferta pública de venta, en la que los postores deben estimar cuál será el valor de mercado de una empresa.
- Pago por clic publicidad en línea, en la que los anunciantes obtengan mayor rango si pujan cantidades más altas por cada clic de un usuario en buscadores.

## Usos relacionados
Maldición del ganador El término también se utiliza en estadística para referirse al fenómeno de regresión hacia la media, sobre todo en los estudios de asociación del genoma completo y epidemiología. En estudios con muchas pruebas en una muestra de la población total, las estrictas normas consecuentes de significación hacen probable que la primera persona que informe una prueba significativa (el ganador) informará de un tamaño del efecto mucho más grande que es probable que sea visto en estudios de replicación posteriores.